# Skedkrok

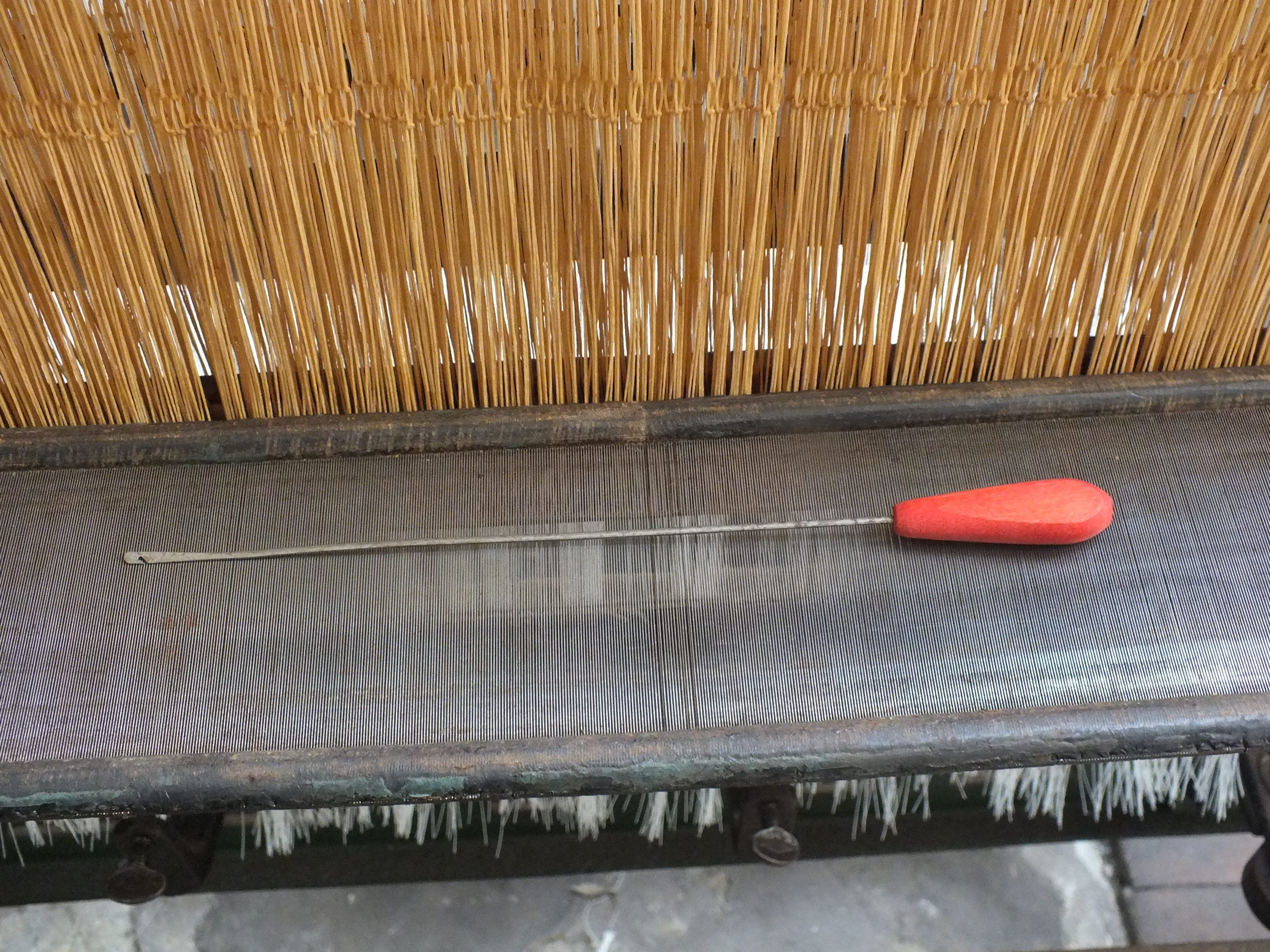
Skedkrok av äldre modell.

Skedkrok är ett litet redskap för att underlätta att trä varpen genom rören i vävskeden.

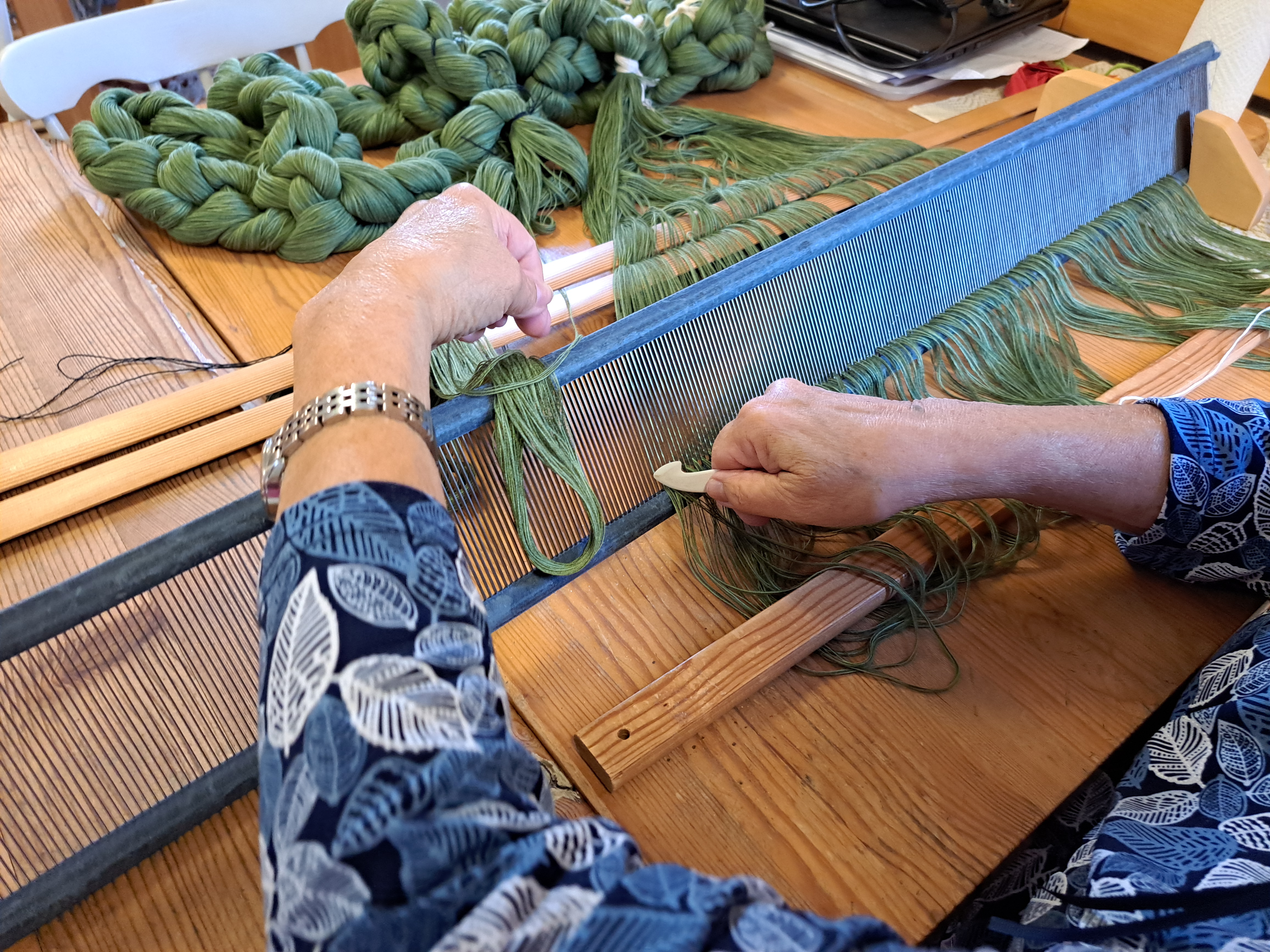
Här förskedas bygdedräkt med skedkrok i plast

Den är därmed smal och försedd med uppåtböjda ändar i båda sidorna, kring vilka man lägger varptråden över för att dra den genom skeden. Skedkrokar tillverkades förr av ben, horn, metall eller trä, men idag i huvudsak av plast. 